# Góth Imre
Góth Imre (született: Goldschmidt Imre, külföldön: Imre Goth; Szeged, 1893. március 9. – London, 1982. március 22.) magyar festőművész, grafikus, az art déco mestere.

## Élete
Szegeden, Goldschmidt Lajos tehetős fa- és szénkereskedő és Kohn Helén (Ilona) fiaként született. A szegedi Piarista Gimnáziumba járt, ahol rajztanára az a Nováky Bertalan volt, aki tanította Nyilasy Sándort, Bánszki Tamást és Devich Sándort is. Bár 1912-ben a Műegyetemre iratkozott be, egy évvel később szülei tudta nélkül már a Képzőművészeti Főiskolára járt, ahol Balló Ede és Réti István voltak a mesterei. Az első világháborúban 1915-től a 46. szegedi gyalogezredben szolgált, 1916-ban azonban épp szabadságon volt, amikor Szeged városa három évre szóló művészeti ösztöndíjat hirdetett, amit Góth elnyert. 1917. augusztus 18-án Szegeden házasságot kötött Palotai Mór és Grünhut Rózsa lányával, Erzsébettel. 1917-ben a 46. gyalogezred hőseként megkapta a Ferenc József-rend lovagkeresztjét. Leszerelték, így "rendkívüli katonai növendékként" folytathatta budapesti tanulmányait. 1920-ban már meglehetősen ismert portréfestőnek számított Szegeden. Két barátjával: Bánszki Tamással és Devich Sándorral közös kiállítást szerveztek a mai Móra Ferenc Múzeum épületében. A tárlat 1920. február 22-én nyílt meg, művészetét Juhász Gyula is méltatta. Még ebben az évben Berlinbe utazott, ahol Arthur Kampf iskolájában (ma: Berlini Művészeti Egyetem) tanult. Hamar sikeressé és ismertté vált Berlinben, ahol igényes arcképek festéséből tartotta el magát, mások mellett a korszak olyan nagy sztárjait is megfesthette, mint Lilian Harvey és Anny Ondra. Képeit német lapok is közölték.
Rajzait ugyanakkor Magyarországra is elküldte, illetve ritkuló látogatásai során magával hozta: a szegedi Színház és Társaság című lap még 1925-ben is közölt tőle képet. Szegeden készült portréja pedig, mely Déry Ernőt ábrázolja poszt-nagybányai-iskola hatásait mutatja. 1936-ban a Szegeden, Devich Sándornál hátrahagyott képei közül számos festményt elraboltak, ezek előkerüléséről később nem történt híradás.
Legbizarrabb és hírében legmaradandóbb alkotása mégis a náci Hermann Göringről 1933-ban készült arcképe volt, ami azonban annyira nem nyerte el a német légierő parancsnokának tetszését, hogy visszaadta a művésznek. Göring ugyanis kifogásolta a szemei színének rózsaszín árnyalatát, ami a kor kábítószereinek fogyasztásáról tanúskodó jel volt. Góth azonban a valóságot festette meg, hiszen Göring ismert morfinista volt. Góth ezt a megrendelését vélhetően Arthur Kampfnak köszönhette, aki az utolsó pillanatig tagja maradt a Nemzetiszocialista Német Munkáspártnak. A festő később ezt a képét magával vitte Angliába, majd megkérte egy barátját, hogy semmisítse meg azt. Halála után évekkel került elő a festmény egy árverésen, s bár 60 évig szinte senki nem tudott a létezéséről, ennek ellenére nem kelt el sem 1994-ben, sem 2013-ban – igaz utóbb megkérdőjelezték, hogy valóban Góth festette a képet.
1935-ben Birminghamben rendezett kiállítást, majd két év múlva az egyre fasizálódó Németországból Angliába költözött. Ebben feltehetően zsidó származása játszott elsődleges szerepet, de utóbb a négy évvel emigrálása előtt készült Göring-portré miatti konfliktust is belemagyarázzák a távozás okaiba. Emigrálását követően már sikeres arcképfestő volt, 1938-ban például Robert Anthony Eden külügyminiszter – későbbi miniszterelnök – portréját is megfesthette. A világháború kitörésekor internálták a Man-szigetre, a háborút követően a portréfestészet mellett egy évig Korda Sándorral dolgozott: filmsztárokról készített képeit reklámokhoz használták.
Góth korábbi angliai lakhelyének, Alburynek a helytörténeti társasága négy festményéről tud, melyek közül azonban egyet elveszettként tartanak számon. Festményeit egyébként a Királyi Művészeti Akadémia és a Royal Society of Portrait Painters is bemutatta kiállításokon. Az 1960-as évektől már egyre ritkábban festett, 1971-ben járt utoljára szülőhazájában, 1982-ben Londonban hunyt el.

### Emlékezete
Góth neve Magyarországon kevésbé ismert, a második világháború után kiadott lexikonok sem említik, ugyanakkor az emigráció számon tartotta őt, a Saint Louisban kiadott Külföldi magyar hivatásos képzőművészek lexikonában szerepel a neve. Magyarországon Apró Ferenc kutatta életét. A rendszerváltás óta elsősorban szegedi publikációkban merül fel a neve, képei hazai kiállításokon, műkereskedésekben is előfordulnak.

## Kiállításai
- 1920: Móra Ferenc Múzeum épülete, Szeged[10]
- 1923: Kass-szálló, Szeged[21]
- 1935: Birmingham

## Díjai, elismerései
- 1917 Ferenc József-rend lovagkeresztje[9]

## Külső linkek
- képei a Pinterest Gyűjteményében
- Hermann Göring portréja